# Partia Regionów
De Partij van de Regio's (Pools: Partia Regionów) is een kleine centrumlinkse politieke partij in Polen. De partij werd in de herfst van 2007 opgericht door een groep prominente leden van de partij Samoobrona, die deze na de zware verkiezingsnederlaag hadden verlaten. De partij staat voor decentralisatie en versterking van met name de armere regio's, gratis onderwijs, gratis gezondheidszorg en een buitenlandse politiek die vooral gericht is op samenwerking met andere Slavische landen. In november 2008 werd er ook een aan de partij gelieerde boerenvakbond opgericht.
De partij nam aan de Europese parlementsverkiezingen van 2009 deel op de lijst van de (door de extreemrechtse LPR gedomineerde) formatie Libertas, die echter beneden de kiesdrempel bleef. Bij de regionale verkiezingen van 2010 werkte de partij samen met de postcommunistische SLD en won ze zetels in een aantal gemeente- en districtsraden. De partij heeft nooit aan landelijke verkiezingen deelgenomen.
Op 18 april 2015 sloot de Partij van de Regio's met de partij Polska Lewica ("Pools Links") en de twee maanden eerder opgerichte partij Zmiana ("Verandering") een alliantie onder de naam Alternatywa dla Polski ("Alternatief voor Polen").